# Хассан, Муса Ахмед
Ахмед Хассан Муса (фр. Ahmed Hassan Musa) (ум. 1979, Ате, Чад) — деятель чадского повстанческого движения, активист во время первой фазы гражданской войны в Чаде. Исламский фундаменталист, близкий к «Братьям-мусульманам», он был председателем Всеобщего союза сыновей Чаду (Union Générale des Fils du Tchad, UGFT), исламского политического движения чадских политэмигрантов в Судане. Из-за авторитарной и антимусульманской политики президента Чада Франсуа Томбалбая он жил в изгнании в Судане. Когда в 1965 году в префектуре Гера вспыхнули народные бунты, он увидел в них возможность, которой могла воспользоваться чадская оппозиция. С этой целью 7 сентября 1965 года он сформировал Фронт освобождения Чада (Front de Libération du Tchad, FLT), первую вооруженную повстанческую группировку, направленную против правительства Томбалбая. В 1966 году FLT объединился с Чадским национальным союзом Ибрагима Абачи, политической партией, запрещенной в Чаде, составив мощный Фронт национального освобождения Чада (ФРОЛИНА). В рамках ФРОЛИНА Муса быстро вернул себе автономию, действуя преимущественно в восточных районах Чада вблизи суданской границы. Когда режим Томбалбая в 1975 году в результате военного переворота был свергнут, Муса, в отличие от остальных FROLINAT, быстро достиг взаимопонимания с новым правительством, возглавляемым Феликсом Маллумом. Через четыре года, в 1979, он был убит Хиссеном Хабре в городе Ате.

## Источник
- Sam C. Nolutshungu. Limits of Anarchy: Intervention and State Formation in Chad (англ.). — University of Virginia Press[англ.], 1995.
- Histoire du Tchad  (фр.)